# Восстание в Вильно (1794)
Восстание в Вильне имело место 22—23 апреля 1794 года во время польского восстания под руководством Тадеуша Костюшки.

## История
Организаторами заговора в столице Великого княжества Литовского инженерный полковник Якуб Ясинский и обозный великий литовский Кароль Прозор. В заговор были вовлечены патриотически настроенные польско-литовские французские агенты, размещенные за пределами Вильны под командованием генерал-лейтенанта Антония Хлевинского.
В самой Вильне дислоцировался русский военный гарнизон (около 2 тыс. солдат и 19 орудий) под командованием генерал-майора Н. Д. Арсеньева. Численность польской армии в Вильне насчитывала около 400 человек.
В ночь с 11 на 12 апреля по приказу виленского коменданта генерал-майора Николая Арсеньева в Вильне были арестованы многие активные организаторы будущего заговора.
21 апреля в Вильну прибыл гетман великий литовский Шимон Мартин Коссаковский, который посоветовал провести новые аресты среди польских заговорщиков и провести наступательные операции против польских войск, дислоцированных в окрестностях Вильны.
В ночь с 22 на 23 апреля 1794 года в литовской столице вспыхнуло вооруженное восстание. Отряд литовских войск (около 400 человек) под предводительством Якуба Ясинского внезапно напал на русский гарнизон. В первой половине 23 апреля Вильна уже было контролем повстанцев. Русский комендант генерал-майор Николай Арсеньев, был взят в плен. В плен попали также 50 офицеров и до 600 нижних чинов. Русские войска в беспорядке отдельными группами покинули город, прокладывая путь огнём и штыками.
Капитан Н. А. Тучков собрал бегущих солдат и к 8 часам утра вывел из города до 700 человек при 16-ти пушках. Вместе с этим отрядом майор вернулся к литовской столице. По его приказу солдаты подожгли предместье Вильны, а артиллеристы установили пушки на одном из холмов и открыли огонь по центру города. Против Тучкова восставшие отправили тысячу пехотинцев при четырёх пушках. Казаки притворным отступлением выманили их на пушки, открывшие огонь картечью. Атака была отбита и взят в плен польский батальон полковника Теттау. К полудню Тучков собрал уже около 2 200 человек. Но вечером к противнику прибыло подкрепление, и ночью Тучков увел своих солдат в Гродно.
24 апреля на Ратушной площади был провозглашен «Акт восстания литовского народа», в котором было заявлено о единстве целей виленского восстания с польским восстанием под предводительством Тадеуша Костюшко.
В тот же день была создана Наивысшая Временная Рада Великого княжества Литовского во главе с воеводой новогрудским Юзефом Неселовским и виленским главой Антонием Тизенгаузом. В состав Наивысшей Рады ВКЛ вошло 29 знатных виленских горожан. Была создана депутация для руководства войском, администрацией и казной. Во главе литовских повстанческих сил стоял полковник Якуб Ясинский, назначенный комендантом Вильны.
К виленским повстанцам присоединились части так называемого Литовского корпуса русской армии. После Второго раздела Речи Посполитой (1793) войска ВКЛ, сформированные из жителей отошедшего России воеводства ВКЛ, были 6 мая 1793 года приведены к присяге на верность Екатерине Великой. Это два пехотных и четыре кавалерийских полка и три бригады «кавалерии народовой». Полки получили русские названия: Изяславский и Овручский пехотные, Бугский, Винницкий, Житомирский и Константиновский легкоконные, Брацлавская, Волынская и Днепровская конные бригады. Некоторые литовские части в 1793 году были расформированы, их солдат и офицеров заставили вступать в русскую армию.
Дивизия Я. Ясинского, которая более чем наполовину состояла из крестьян, 7(18) мая разбила у деревни Поляны (ныне — Ошмянский район Белоруссии) отряд русских войск, двигавшийся из Минска к Вильне. Во второй половине мая эта дивизия участвовала в сражении с русским войсками под Липнишками, возле местечка Ивье. Вскоре численность литовского войска и ополчения достигла 40 тысяч человек. Повстанцы взяли под контроль Браслав, Брест, Гродно, Кобрин, Ошмяны, Волковыск, Лиду, Новогрудок, Пинск и Слоним.
В Вильне был создан революционный суд Депутация общественной безопасности. Он рассматривал дела предателей, поддержавших Тарговицкую конфедерацию. 25 апреля был повешен по обвинению в измене последний гетман великий литовский Шимон Мартин Коссаковский.
4 июня 1794 года Тадеуш Костюшко отстранил Якуба Ясинского от руководства Наивысшей Рады ВКЛ, а 10 июня разогнал Раду, заменив ей более умеренной Центральной депутацией ВКЛ. Вместо Якуба Ясинского главнокомандующим повстанческими войсками ВКЛ был назначен генерал-лейтенант Михаил Виельгорский.
19 июля Вильну осадила русская армия под командованием генерал-майора Богдана Фёдоровича Кнорринга. Обороной литовской столицы руководил генерал Михаил Виельгорский. Вильну обороняли около 500 солдат регулярных войск и около 1 500 вооруженных ополченцев. Под командованием Б. Ф. Кнорринга было 8 тысяч солдат и несколько орудий. Двухдневные ожесточенные бои привели к тяжелым потерям в рядах русских войск. Вильна остался в руках повстанцев.
В августе Михаил Виельгорский подал в отставку, так как сильно страдал от ран, полученных на австрийской службе. Тадеуш Костюшко назначил вместо Михаила Виельгорского генерал-лейтенанта Станислава Мокроновского, хорошо проявившего себя во время восстания в Варшаве.
9 августа под Вильну прибыл корпус генерал-майора И. И. Германа, соединившись с корпусом Б. Ф. Кнорринга. 11 августа русские войска под командованием Бориса Кнорринга (12 000 солдат и сильная полевая артиллерия) предприняли вторую атаку на Вильну. Обороной литовской столицы руководил генерал-лейтенант Антоний Хлевинский. 12 августа виленский гарнизон капитулировал. 14 августа жители Вильны подписали акт о лояльности России.